# Altymyrat Annadurdyýew
Altymyrat Annadurdyýew (ur. 13 kwietnia 1995 w Aszchabadzie) – turkmeński piłkarz grający na pozycji napastnika. Od 2016 roku jest zawodnikiem klubu Altyn Asyr Aszchabad.

## Kariera piłkarska
Swoją karierę piłkarską Annadurdyýew rozpoczął w klubie Ahal FK, w którym w 2015 roku zadebiutował w pierwszej lidze turkmeńskiej.
W 2016 roku Annadurdyýew przeszedł do Altyn Asyr Aszchabad. W latach 2016–2018 trzykrotnie z rzędu wywalczył tytuł mistrza Turkmenistanu. Zdobył też Puchar Turkmenistanu w 2016.

## Kariera reprezentacyjna
W reprezentacji Turkmenistanu Annadurdyýew zadebiutował 11 czerwca 2015 roku w przegranym 0:1 meczu eliminacji do MŚ 2018 z Guamem. W 2019 roku powołano go do kadry na Puchar Azji.